# Kostelní sbírka
Kostelní sbírka slouží k financování potřeb církve nebo pro jiný, zpravidla předem oznámený účel (například na Svatopetrský haléř, bohoslovce, misie, charitu, oběti určité katastrofy, církevní školství a podobně). Koná se při mši o nedělích a svátcích, ale může se konat také při poutích nebo jiných příležitostech. Pokud se koná při mešní liturgii, sbírka probíhá bezprostředně před částí zvanou obětování (lat. offertorium).